# Hotchkiss 1874 (canhão)

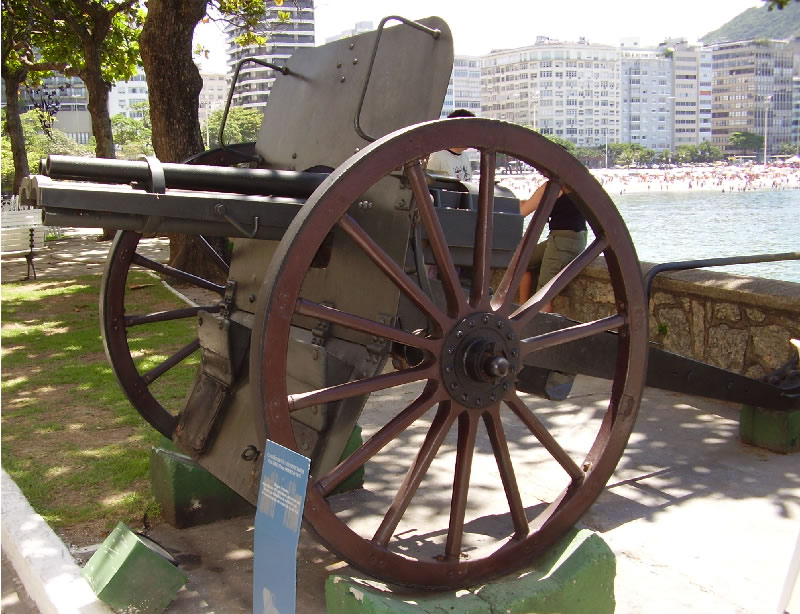
Exemplar preservado no Museu Histórico do Exército

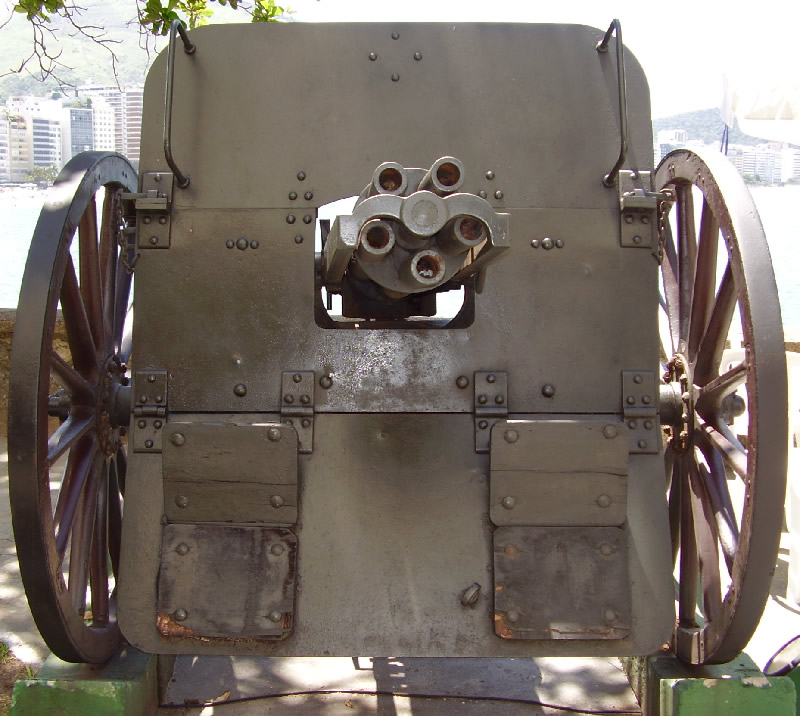
Vista Frontal

O Canhão Hotchkiss modelo 1874 é um canhão de revólver de calibre 37mm. Foi fabricado na França pela empresa Hotchkiss et Cie.

## No Brasil
Foi adquirido pelo Brasil em 1875 para equipar baterias de artilharia a pé, Um exemplar está exposto no Museu Histórico do Exército no Forte de Copacabana, Rio de Janeiro.